# Crazy Heart
Crazy Heart är en amerikansk dramafilm från 2009 som bygger på en roman av Thomas Cobb. Jeff Bridges spelar Otis "Bad" Blake, en avdankad country-sångare, som tänker börja ett nytt liv efter att ha inlett ett förhållande med journalisten Jean, spelad av Maggie Gyllenhaal.
Filmen, som är regisserad av regidebuterade Scott Cooper, tilldelades i mars 2010 två Oscar-priser, för bästa manliga huvudroll till Jeff Bridges och för bästa sång ("The Weary Kind"). Den nominerades även för bästa kvinnliga biroll för Maggie Gyllenhaal.

## Rollista
| Jeff Bridges      | – Otis "Bad" Blake          |
| Maggie Gyllenhaal | – Jean Craddock             |
| Colin Farrell     | – Tommy Sweet               |
| Robert Duvall     | – Wayne Kramer              |
| Tom Bower         | – Bill Wilson               |
| James Keane       | – Manager                   |
| William Marquez   | – Läkare                    |
| Ryan Bingham      | – Tony                      |
| Paul Herman       | – Jack Greene               |
| Rick Dial         | – Wesley Barnes             |
| Jack Nation       | – Buddy Craddock, Jeans son |